# アルストロメリア (鹿乃のアルバム)
『アルストロメリア』は鹿乃の2ndアルバム。2017年12月20日にワーナー・ブラザース ホームエンターテイメントから発売された。

## 概要
1stアルバムnowhereから約1年7ヶ月ぶりのリリースとなる。CD+DVDの初回生産限定版と、CDのみの通常版の1stアルバム同様、2種類でリリースされた。作詞や作曲にすこっぷ、ヒゲドライバー、田中秀和など過去に関わった作曲家らが揃って参加している。

## 収録曲
1. day by day
  - 作詞:鹿乃、作曲・編曲:田中秀和
  - 4thシングル「day by day」収録。
  - TVアニメ「ソード・オラトリア ダンジョンに出会いを求めるのは間違っているだろうか外伝」EDテーマ
2. Daisy Blue
  - 作詞・作曲・編曲:すこっぷ
3. Melodic Aster*
  - 作詞・作曲:ヒゲドライバー、編曲:baker
4. Linaria Girl
  - 作詞:鹿乃、作曲・編曲:田中秀和
5. 29-Q
  - 作詞・作曲・編曲:やしきん
  - 4thシングル「day by day」収録。
6. Ivy
  - 作詞:鹿乃、作曲:鹿乃、hirao、編曲:カワイヒデヒロ
  - ゲーム「ダンジョンに出会いを求めるのは間違っているだろうか メモリア・フレーゼ」主題歌
7. nameless
  - 作詞:鹿乃、作曲・編曲:Tom-H@ck
  - 3rdシングル「nameless」収録。
  - TVアニメ「ねじ巻き精霊戦記 天鏡のアルデラミン」EDテーマ
8. RERE
  - 作詞:鹿乃、作曲・編曲:Tom-H@ck
  - 3rdシングル「nameless」収録。
9. Haruzion
  - 作詞:鹿乃、作曲：Tom-H@ck、KanadeYUK、編曲:KanadeYUK
10. Iberis Song
  - 作詞・作曲・編曲:ゆよゆっぺ
11. Sharry Baby
  - 作詞:鹿乃、作曲・編曲:やしきん
12. シュガーソングとビターステップ(ボーナス・トラック)
  - 作詞・作曲:田淵智也、編曲:UNISON SQUARE GARDEN

## 初回生産限定盤
限定特典
- Ivy (MUSIC VIDEO)
- Daisy Blue (MUSIC VIDEO)
- こまったましろ～バースデイ大作戦！～ 朗読MOVIE
  - （原作・朗読:鹿乃、イラスト:水玉子）